# 蓬塔羅巴洛

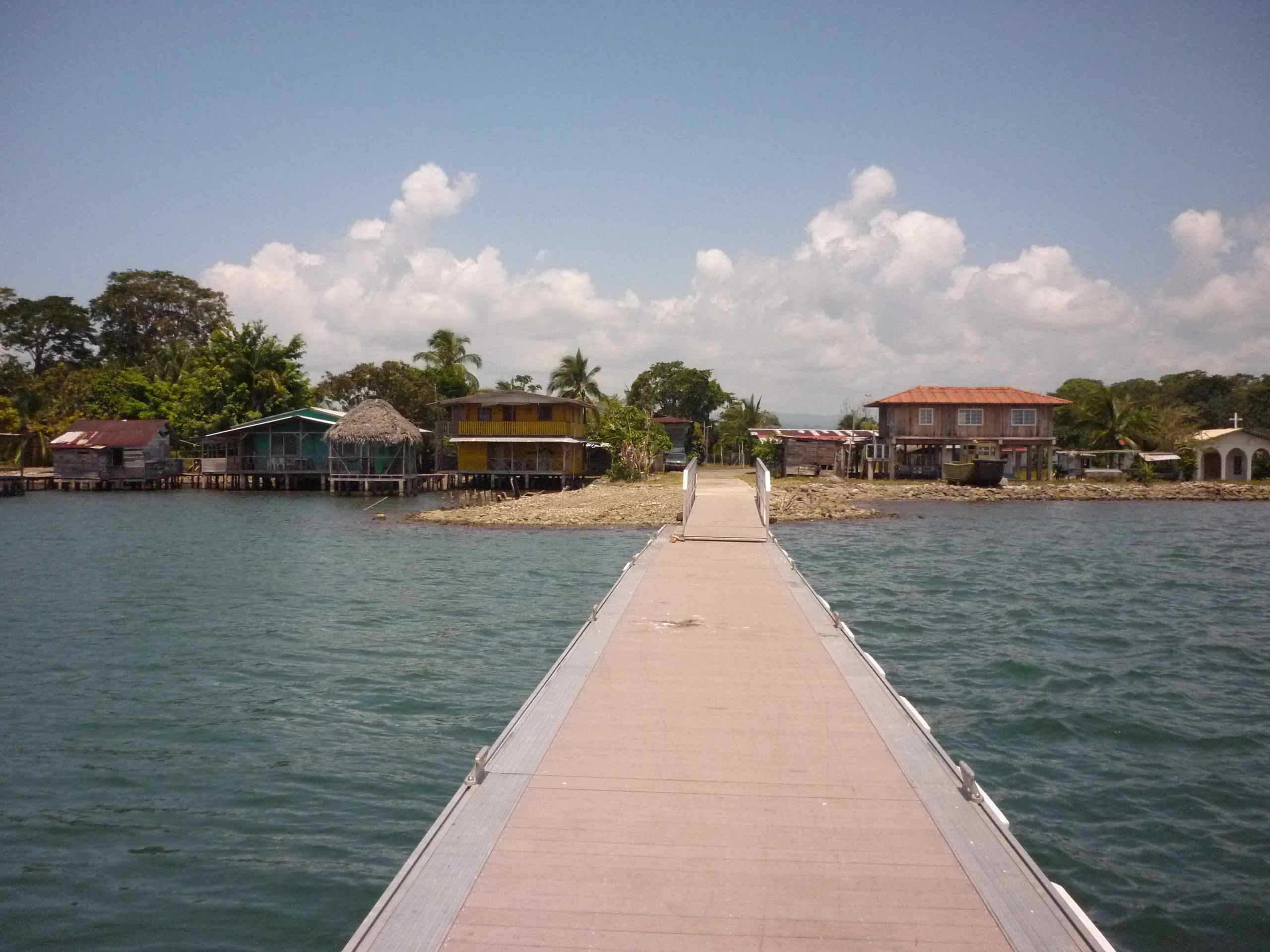
蓬塔羅巴洛

蓬塔羅巴洛（西班牙語：Punta Robalo），是巴拿馬的城鎮，位於該國西北部，由博卡斯德爾托羅省的大奇里基區負責管轄，面積51平方公里，2010年人口1,164，人口密度每平方公里22.8人。